# Torres de Mens
Las Torres de Mens son un castillo construido en el siglo XV por Lope Sánchez de Moscoso, después de las revueltas irmandiñas, sobre una fortaleza anterior, que a la vez se situaba sobre un antiguo castro. Están situadas en la aldea Mens, en el ayuntamiento gallego de Malpica de Bergantiños.
El edificio está incluido en el Registro General de Bienes de Interés Cultural como monumento de arquitectura militar desde el año 1994.
En 1993 recibió el premio que otorga Europa Nostra a monumentos salvados de la ruina.

## Historia
En el siglo XX fueron adquiridas por Pedro Abelenda y Díaz de Andrade, tatarabuelo del actual propietario, Agustín Ordóñez, que fue el encargado de la última rehabilitación que la transformó en una vivienda.

## Descripción
El conjunto está formado por una vivienda y tres torres de planta cuadrada que perdieron sus almenas, rodeadas de un recinto circular amurallado. La planta del volumen principal tiene forma de L, y está rematada por un turrón girado respecto al eje del edificio. Una de las esquinas del último andar, es apoyada sobre ménsulas de piedra, sobresale una balconada de madera. La entrada se realiza por un arco gótico situado en una de las torres.

## Leyenda
Cuenta la tradición que existía un paso entre las Torres, de la Iglesia de Santiago de Mens y la playa de Seiruga. El conde tenía presa en un castillo a una muchacha del pueblo. Los paisanos atacaron al castillo pero el conde, al verse rodeado, huyó por los pasadizos. Los aldeanos entonces le prendieron fuego a las tres bocas del túnel impidiéndole la huida. También se cuenta que desde entonces el maíz y el trigo cultivado en las proximidades del túnel crecerá más rápido.

## Galería de imágenes

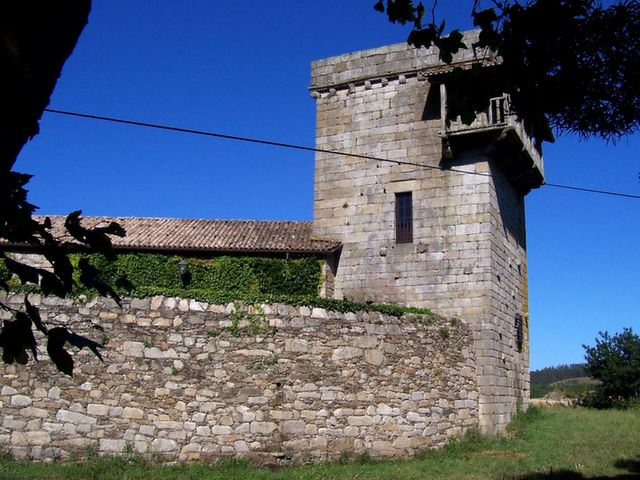
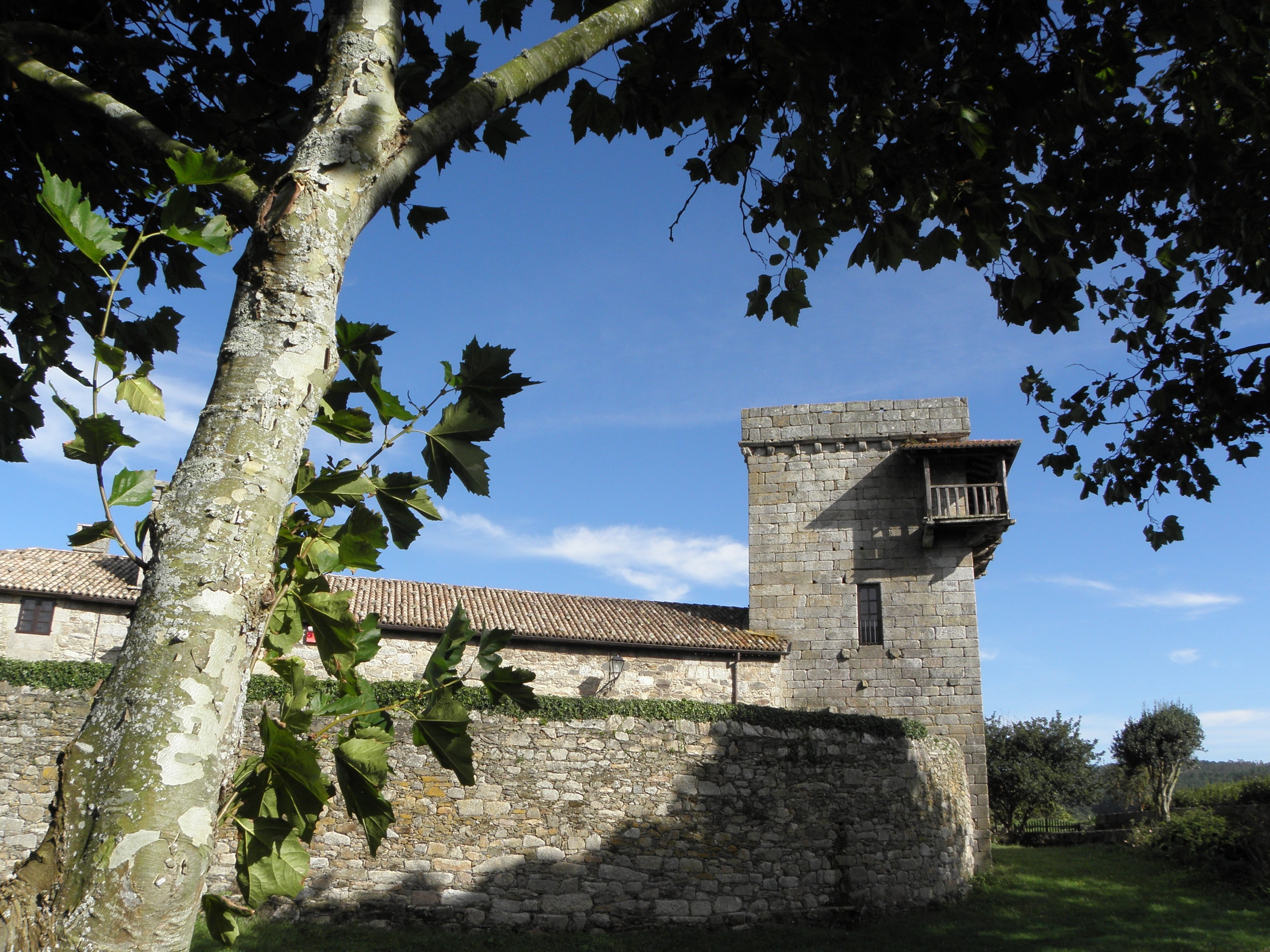
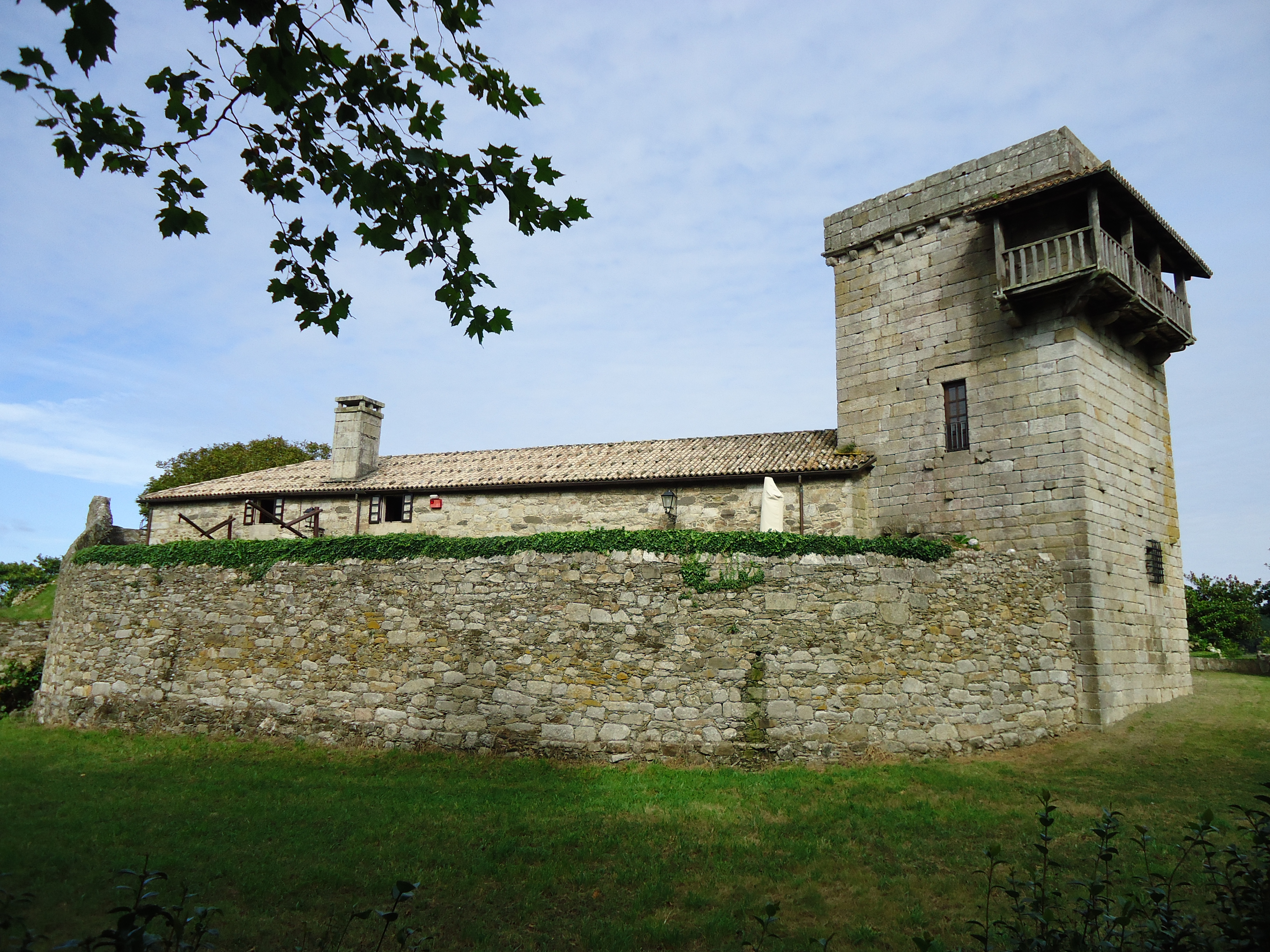
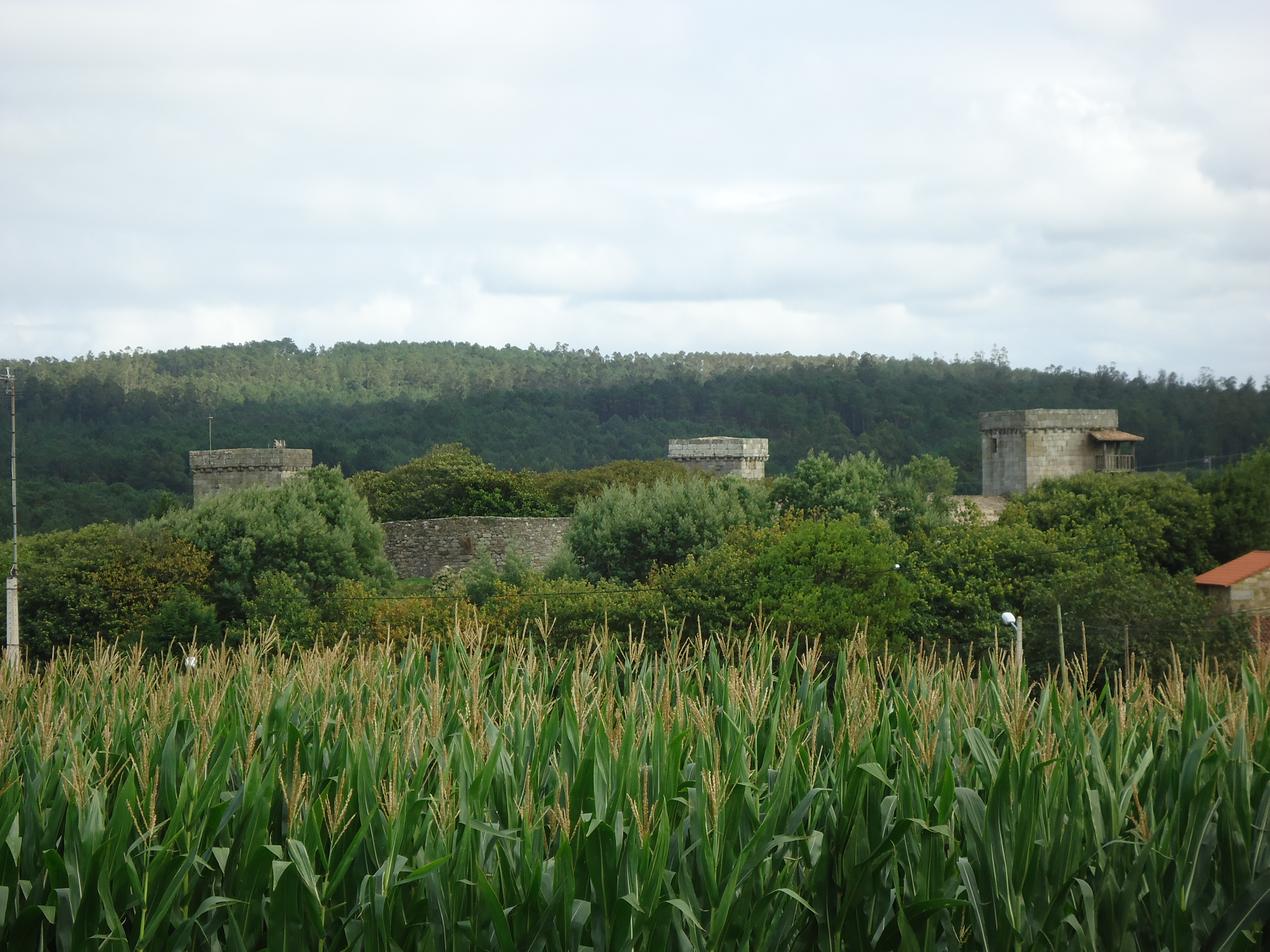